# Тхентхук
Тхентхук (Thenthuk, тиб. འཐེན་ཐུག་, then thug) — популярний суп з локшини, особливо у Амбо, Тибет, де він подається до вечері та інколи обіду. Головними компонентами є пшеничне борошно, овочі та шматки м'яса баранів та яків. Цілком овочева версія тхентхуку також дуже популярна.